# Casa de Barcelona
A Casa de Barcelona foi uma dinastia medieval que reinou continuamente no Condado de Barcelona desde 878, assim como na Coroa de Aragão a partir de 1137, com o Conde Raimundo Berengário IV de Barcelona como Príncipe, e como reis a partir de 1162 até 1410.
Descendem dos belões, descendentes de Vifredo I de Barcelona, e herdaram a maior parte dos condados catalães que, unidos, foram designados de Principado da Catalunha.
Todos estes territórios foram unidos, em forma de confederação, com o Reino de Aragão através de casamento, e conquistando numerosas outras terras e reinos até à morte em 1410 do último legítimo herdeiro masculino, Martinho I de Aragão. Ramificações da Casa governaram Urgel (desde 992) e Gandia. Ramificações da Dinastia continuaram a governar Ausona de forma intermitente de 878 até 1111, Provença de 1112 a 1245, e a Sicília de 1282 a 1409. Pelo Compromisso de Caspe de 1412 a Coroa de Aragão passou para a Casa de Trastâmara, descendentes da infanta Leonor, também da Casa de Barcelona.

## Títulos da Casa de Barcelona e data de aquisição
Esta lista não inclui títulos dos anteriores Belonidas que não ficaram com a família durante o Século X.
- Conde de Urgel (870-1231)
- Conde de Barcelona (878-1410)
- Conde de Girona (878-1410)
- Conde de Ausona (1111-1410)
- Conde de Besalú (1111-1410), herdado de outro ramo da família
- Conde de Provença (1112-1245)
- Conde de Berga (1118-1410)
- Conde de Cerdanha (1118-1410), herdado de outro ramo da família
- Conde de Conflente (1118-1410)
- Príncipe de Aragão (1137-1162)
- Rei de Aragão (1162-1410)
- Conde de Rossilhão (1172-1410)
- Conde de Pallars Jussà (1192-1410)
- Senhor de Montpellier (1204-1249)
- Rei de Valência (1238-1410)
- Rei de Maiorca (1276-1410)
- Rei da Sicília (1282-1410)
- Rei da Sardenha e Córsega (1297-1410)
- Duque de Atenas (1312-1388)
- Conde de Urgel (1314-1413)
- Duque de Neopatria (1319-1390)